# Aurora Universität
Die Aurora Universität (chinesisch 震旦大學; Pinyin Zhendan Daxue) war eine katholische Privatuniversität in Shanghai, die von 1903 bis 1952 bestand.
Die Hochschule wurde am 27. Februar 1903 durch den chinesischen Jesuiten Ma Xiangbo und französische Jesuiten gegründet, welche ab 1906 ab die Leitung der Hochschule übernahmen. Nach Ausrufung der Volksrepublik China durch Mao Zedong wurde die Universität 1952 aufgelöst und einige ihrer Bereiche der staatlichen Pädagogischen Universität Ostchina sowie der Fudan-Universität eingegliedert. Die Medizinische Fakultät ging in der Jiaotong-Universität Shanghai auf.